# Diban
Diban (arabă ذِيبَان, ortografiat și Thiban sau Zeiban) este un oraș în partea de est a Siriei, parte administrativă a Guvernoratului Deir ez-Zor, situat de-a lungul malului estic al râului Eufrat, la sud de Deir ez-Zor, și la 17 kilometri sud de al-Busayrah și la 13 kilometri nord de Al-Asharah. Localitățile din apropiere includ Al Mayadin la nord și vest, al-Hawayij la nord-est,  Mahkan la sud-vest și al-Tayanah la sud-est. 

Diban este centrul administrativ al nahiyat Diban din Districtul Mayadin.

Potrivit  Biroului Central de Statistică din Siria, Diban avea o populație de 9.000 de locuitori la recensământul din 2004. Este sediul administrativ al unui nahiyah ("subdistrict") care este format din zece localități cu o populație totală de 65.079 de locuitori în 2004.
O parte din Diban este situat pe un deal numit Tell Diban, care este, de asemenea, un sit arheologic. Tell Diban este identificat cu vechiul oraș arameic Rummunina, Zona și câmpurile din jur au servit ca o tabără de dinainte de război pentru armata regelui neo-asirian Tukulti-Ninurta al II-lea în timpul ultimei sale campanii militare din 885 î.Hr. Regele a raportat că Rummunina era situată de-a lungul unui canal al râului Khabur, un curs de apă, afluent al Eufratului. Potrivit orientalistului belgian Edward Lipinsky, Tell Diban a fost „cu siguranță ocupat în timpul Epocii Fierului.”
În timpul Războiului Civil Sirian, Diban a fost capturat de la guvernul sirian de către Armata Siriană Liberă, dar apoi ocupat de ISIL până când Forțele Democratice Siriene au capturat orașul la 18 noiembrie 2017 cu sprijinul masiv al coaliției conduse de SUA.